# Anna Notaras
Anna Notaras (Grec Άννα Νοταρά) était la fille de Lucas Notaras, le dernier mégaduc de l'Empire byzantin. Elle a quitté Constantinople entre 1440 et 1449 pour Rome avec ses deux sœurs. Elle a ainsi évité la chute de Constantinople et le massacre de sa famille. Son père avait sagement investi une fortune loin de Constantinople. Elle devint le centre de la communauté des expatriés Byzantins à Venise. En 1499, elle fonda avec Nikolaos Vlastos (en) et Zacharie Kalliergis une des premières imprimeries pour des livres grecs à Venise. Dans sa correspondance avec elle, le conseil de Sienne lui donne le titre de veuve du dernier empereur byzantin Constantin XI. Mais c'est faux, un tel mariage n'est mentionné dans aucune des autres sources contemporaines, et en particulier pas dans les écrits du chancelier impérial Georges Sphrantzès.